# Crinophtheiros comatulicola
Crinophtheiros comatulicola is een slakkensoort uit de familie van de Eulimidae. De wetenschappelijke naam van de soort is voor het eerst geldig gepubliceerd in 1875 door Graff.